# Nigel Jones, Baron Jones of Cheltenham

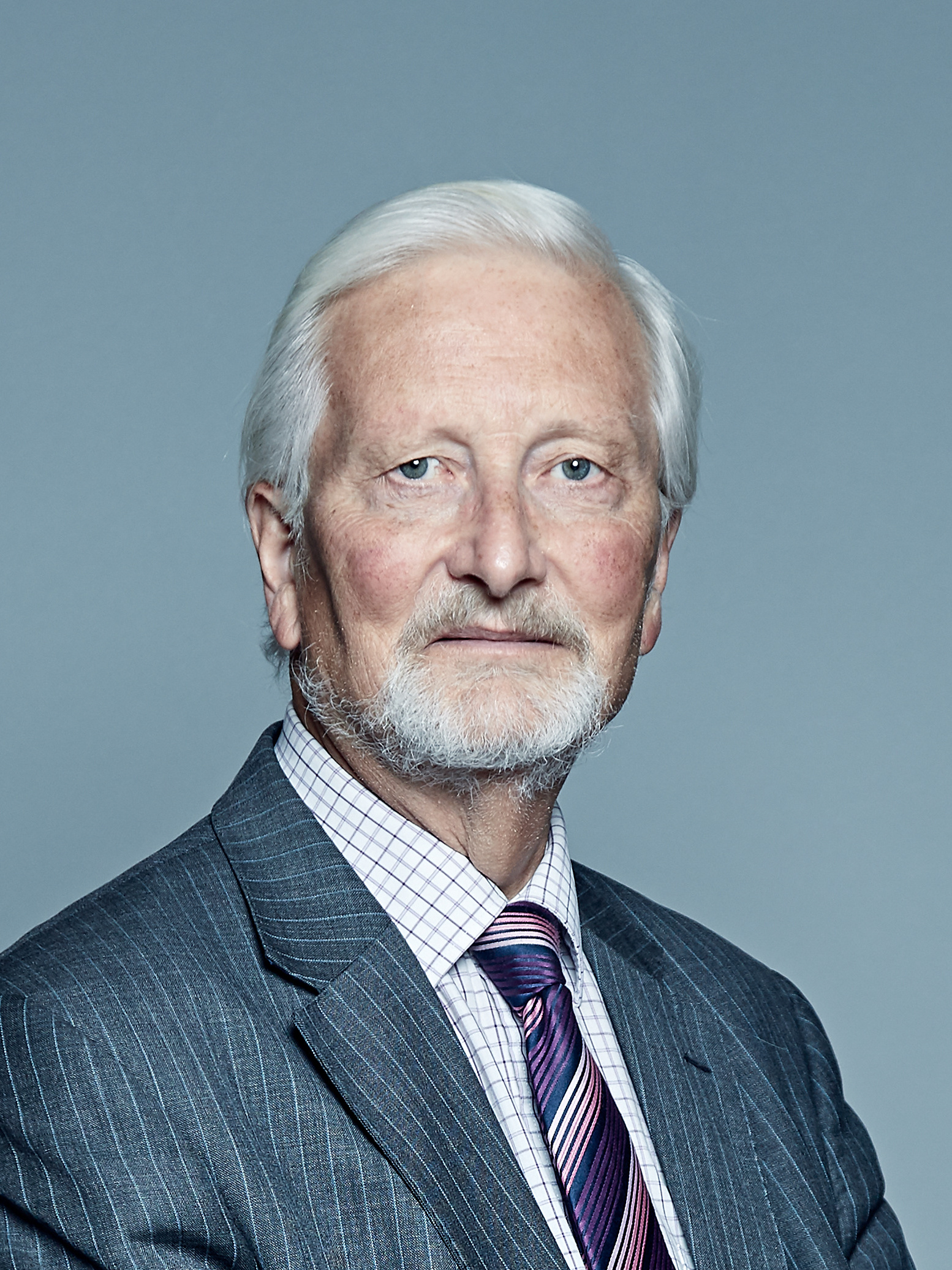
Nigel Jones, Baron Jones of Cheltenham, 2017

Nigel David Jones, Baron Jones of Cheltenham (* 30. März 1948 in Cheltenham, Gloucestershire; † 7. November 2022) war ein liberaldemokratischer Politiker und Life Peer im Vereinigten Königreich.

## Frühes Leben
Er arbeitete von 1965 bis 1967 als Computeradministrator bei der Westminster Bank und von 1967 bis 1970 als Programmierer bei International Computers Limited. In den Jahren 1970/71 arbeitete er als Systemanalyst bei einer Versicherungsgesellschaft und 1971 als Systemprogrammierer bei Atkins Computing um dann 1972 wieder als Projektmanager zu ICL zurückzukehren wo er bis 1992 arbeitete.

## Parlamentarische Karriere
Jones war ab 1989 Mitglied der Gloucestershire County Regionalversammlung und wurde bei der Parlamentswahl 1992 für den Wahlkreis Cheltenham in das Unterhaus gewählt. Er behielt diesen Sitz bis zur Parlamentswahl 2005.

## Angriff
Am 28. Januar 2000 griff Robert Ashman Jones und seinen Assistenten Andrew Pennington mit einem Katana (Samuraischwert) an. Pennington wurde getötet und Jones schwer verletzt. Jones hatte einige Jahre zuvor ein Leumundszeugnis für  Ashman geschrieben, als diesem Gefängnis drohte, nachdem er einem Steuerbeamten die Rippen gebrochen hatte. Er wurde wegen Totschlags und versuchten Mordes angeklagt, aber die Jury befand ihn für unzurechnungsfähig. Er wurde in das  Broadmoor Hospital zur Beobachtung eingewiesen; das Innenministerium ließ im September einen weiteren Prozess zu. Ashman wurde schuldig gesprochen wegen versuchten Mordes und Totschlag bei verminderter Schuldfähigkeit.  Pennington wurde posthum die George Medal verliehen  für seine Versuche, Jones zu schützen.

## Peerage
Am 13. Mai 2005 wurde bekanntgegeben, dass er zum Life Peer ernannt werde, die Erhebung geschah am 20. Juni 2005 als Baron Jones of Cheltenham, of Cheltenham in the County of Gloucestershire. Er arbeitete als Consultant für Barlow Frith Communications, einer in Buckinghamshire angesiedelte Public Relations-Agentur.

## Persönliches
1981 heiratete er Katherine Grinnell. Sie haben einen Sohn und zwei Töchter.